# Somogyi Dániel
Medgyesi Somogyi Dániel (Pápa, 1720. augusztus 1. – 1801. október 20.) Szent Benedek-rendi pannonhalmi apát.

## Élete
Medgyesi Somogyi Dániel szülei medgyesi Somogyi Ádám veszprémi alispán, kuruc ezredes és a második felesége vizeki Tallián Rozália (1692-1733) voltak. Az apai nagyszülei medgyesi Somogyi Miklós, pápai főhadnagy és mezőszegedi Szegedy Éva voltak. Az anyai nagyszülei vizeki Tallián Sándor, földbirtokos és Sándor Erzsébet voltak. Fivére medgyesi Somogyi Ferenc (1717–1775), tábornok, földbirtokos. Sógora mezőszegedi Szegedy Ferenc, Veszprém vármegye alispánja, királyi táblai ülnök, földbirtokos, akinek a neje medgyesi Somogyi Róza volt. Unokaöccse mezőszegedi Szegedy Ignác (1736–1796), királyi tanácsos, Zala vármegye alispánja, földbirtokos, Vas- és Zala megyék táblabírája.
1744. augusztus 30-án felszentelték és 1768. március 16.-án Mária Terézia magyar királynő főapáti címet adományozott neki, 1768. április 2-án pedig királyi tanácsos lett. Megerősítése után XIV. Kelemen pápától ruházta fel azzal a joggal, hogy a főiskoláján szigorlatozók számára bölcseleti és teológiai doktorátust adhasson. 
Eltervezte, hogy megírja a rend történetét, ezért a vatikáni levéltárból másolatokat szerzett be. A komáromi gimnáziumot is átvette, több templomot is építtetett. 1772-ben, miután Kollinovits Pozsony megyei földbirtokos elhunyt, 350 forintért megvásárolta annak gazdag könyvtárát, 1780-ban átvette a komáromi gimnáziumot. 
1787-ben II. József feloszlatta a bencés rendet, majd 1790-ban bekövetkezett halála után II. Lipót április 13-án ígéretet tett arra Somogyi főapátnak, hogy két hónap leforgása alatt visszaszolgáltatja a rend összes javait és jogait. Novák Krizosztom bakonybéli apát, pécsi főigazgató igyekezett az 1791-es országgyűlésen közbenjárni a Szent Benedek-rend visszaállítása érdekében. A lunevillei békét (1801. február 9.) követően a kormány teljesítette a kérést, Somogyi Dániel főapát ennek tudatában hunyt el. A győri székesegyházban helyezték örök nyugalomra.

## Munkája
- Méltgs gróf Erdődy- és Pálffy-házoknak nagy érdemi, mellyeket rövid beszédben foglalt ... Pozsony, 1776 (két kiadás)

Kéziratban a pannonhalmi főapátsági könyvtárban: Tractatus theologicus de augustissimo incarnati Verbi mysterio 1754. 4rét. 232 lap; Tractatus theologicus de peccatis gratia et merito 1768. 4rét 160 lap.